# Mullaghcleevaun
Mullaghcleevaun är ett berg i republiken Irland.   Det ligger i grevskapet Wicklow och provinsen Leinster, i den östra delen av landet, 28 km söder om huvudstaden Dublin. Toppen på Mullaghcleevaun är 849 meter över havet, eller 373 meter över den omgivande terrängen. Bredden vid basen är 13,6 km. Mullaghcleevaun ingår i Wicklowbergen.
Terrängen runt Mullaghcleevaun är huvudsakligen kuperad.Runt Mullaghcleevaun är det glesbefolkat, med 9 invånare per kvadratkilometer. Närmaste större samhälle är Blessington, 11,2 km nordväst om Mullaghcleevaun. I omgivningarna runt Mullaghcleevaun växer i huvudsak blandskog.